# Sunes familj
Sunes familj (danska: Sunes familie) är en dansk film som hade biopremiär i Danmark den 10 oktober  1997, regisserad av Hans Kristensen efter manus av John Stefan Olsen, Hans Kristensen och Thorvald Lervad baserat på böckerna om Sune Andersson av svenskarna Anders Jacobsson och Sören Olssons.
Filmen är en dansk tolkning av "Sunes sommar" där man utgår mer från kapitelboken än den svenska filmen, och var en av de mest besökta biofilmerna i Danmark det året . Namn har translittererats, så att familjen Andersson heter Andersen, Anna heter Anne, Isabelles namn stavas Isabel, Håkan blir Håkon. Sunes flickvän Sophies namn stavas Sofie. Platser är omlokaliserade så att familjen bor i Danmark, och inte i Sverige.

## Handling
Det är semestertider, men familjen Andersen vet inte vart de skall åka, ingen kan enas. Pappa vill på vildmarkssemester, Anne vill åka tåg på transsibiriska järnvägen, Håkon till Långtbortistan med Kalle Anka, mamma till Grekland, 2-åriga Isabel nöjer sig med att få något att äta, och Sune vill till Sicilien och träffa flickor. Georg och Birger, som har grillbaren, har sagt att där finns många söta flickor i Sicilien. Sune är dock samtidigt kär i Sofie och medan han försöker imponera på henne jagas han av en motorcyklist samtidigt som Fru Mikkelsen följer med rädsla fars försök att parkera en husvagn.

## Rollista
- Claus Bue — far
- Vibeke Hastrup — mor Karin
- Per Damgaard Hansen — Sune
- Sofie Lassen-Kahlke — Anna
- Rasmus Albeck — Håkon
- Julie Nielsdotter Andresen — Isabell
- Jarl Friis-Mikkelsen — Georg
- Henrik Lykkegaard — Birger
- Erni Arneson — fru Mikkelsen
- Niels Anders Thorn — herr Bendtsen
- Inge Sofie Skovbo — fru Bendtsen
- Stephanie Leon — Sofie
- Sara Line Møller Olsen — Marie
- Joachim Knop — Martin
- Anders Nyborg — motorcyklisten
- Mari-Anne Jespersen — Rita Blac
- Peter Jorde — producent på tv
- Susan Olsen — kvinna på resebyrån
- Folmer Rubæk — läkare
- Bodil Jørgensen — sjuksköterska
- Jarl Forsman — sopgubbe
- Kim Jansson — Auto-Johnny
- Jan Hertz — betjänt
- Hans Henrik Voetmann — man i bil
- Anne-Sophie Scavenius — Anita

## Produktion
Filmen spelades in i Blomstervænget och Engelsborgskolen i Kongens Lyngby.

### Fotnoter
1. 1 2 3  läs online, Internet Movie Database , läst: 8 april 2016.[källa från Wikidata]
2. 1 2 3  Česko-Slovenská filmová databáze, 2001.[källa från Wikidata]
3. 1 2 3 4 5 6  Filmdatabasen.[källa från Wikidata]
4. ↑  ”Sunes familie” (på danska). Dansk filmdatabase. 10 oktober 1997. http://www.danskefilm.dk/film/1042.html. Läst 25 september 2016.
5. ↑  ”Sune”. Arkiverad från originalet den 19 oktober 2011. https://web.archive.org/web/20111019061030/http://www.soren-anders.se/item.aspx?id=559. Läst 6 april 2011.
6. ↑  ”Sunes familie (1997)”. www.danskefilm.dk. https://www.danskefilm.dk/film.php?id=1042. Läst 19 juni 2022.